# Jeter Bertoletti
Jeter Jorge Bertoletti (Caxias do Sul, 11 de janeiro de 1939) é um biólogo e museologista brasileiro.
É fundador e diretor do Museu de Ciências e Tecnologia da PUCRS.
Recebeu o Prêmio José Reis de Divulgação Científica de 2007, concedido pelo Conselho Nacional de Desenvolvimento Científico e Tecnológico (CNPq).